# Achille Apolloni
Pour les articles homonymes, voir Apolloni.
Achille Apolloni (né le 13 mai 1823 à Anagni, dans le Latium, alors dans les États pontificaux et mort le 3 avril 1893 à Rome) est un cardinal italien du XIXe siècle.

## Biographie
Achille Apolloni exerce diverses fonctions au sein de la curie romaine, notamment comme président de la commission pour les relations entre le Saint-Siège et les tribunaux civils et comme vice-camerlingue de la Sainte-Église.
Le pape Léon XIII le crée cardinal lors du consistoire du 24 mai 1889.

## Sources
- Fiche  sur le site fiu.edu